# Злудерно
Злуде́рно (итал. Sluderno, также Шлудернс, нем. Schluderns) — коммуна в Италии, располагается в регионе Трентино — Альто-Адидже, в провинции Больцано.
Население составляет 1840 человек (2008 г.), плотность населения составляет 92 чел./км². Занимает площадь 20 км². Почтовый индекс — 39020. Телефонный код — 0473.
Покровителем коммуны почитается святая Екатерина Александрийская, празднование 25 ноября.

## Демография
Динамика населения:

## Администрация коммуны
- Официальный сайт: http://www.comune.sluderno.bz.it